# David Duncan (scrittore)
David Duncan (Billings, 17 febbraio 1913 – Everett, 26 dicembre 1999) è stato uno scrittore e sceneggiatore statunitense.
Prima di diventare scrittore a tempo pieno (verso il 1946) e di incominciare a collaborare per il piccolo e grande schermo (dal 1953), lavorò nei rami dell'amministrazione e dei servizi pubblici. Per cinquant'anni è stato sposato con Elaine Duncan.

## Opere
Le sue storie sono sostanzialmente fedeli ai canoni della fantascienza di età campbelliana, sorrette da una struttura lineare e razionale e libera da implicazioni umanistiche troppo marcate. In accordo con la logicità della costruzione, non viene mai tralasciata, inoltre, la verosimiglianza degli elementi di derivazione scientifica.
Dei suoi romanzi, sono stati tradotti Il Pianeta Nero (Dark Dominion, 1954), L'albero della vita (Beyond Eden, 1955) e Missile senza tempo (Occam's Razor, 1957).
Duncan ha scritto anche sceneggiature televisive e cinematografiche, tra le quali la sua preferita era quella per L'uomo che visse nel futuro (The Time Machine, 1960) di George Pal, adattamento del famoso romanzo di H. G. Wells La macchina del tempo (The Time Machine, 1895).

### Narrativa

#### Romanzi tradotti
- Dark Dominion (1954) trad. it. Il Pianeta Nero I Romanzi di Urania 84, Arnoldo Mondadori Editore, Milano 1955; in Millemondiestate 1980: Tre romanzi completi di David Duncan, Millemondi 17, Arnoldo Mondadori Editore, Milano 1980
- Beyond Eden (1955) trad. it. L'albero della vita I Romanzi di Urania 125, Arnoldo Mondadori Editore, Milano 1956; in Millemondiestate 1980: Tre romanzi completi di David Duncan, Millemondi 17, Arnoldo Mondadori Editore, Milano 1980
- Occam's Razor (1957) trad. it. Missile senza tempo Urania 198, Arnoldo Mondadori Editore, Milano 1959; in Millemondiestate 1980: Tre romanzi completi di David Duncan, Millemondi 17, Arnoldo Mondadori Editore, Milano 1980

#### Racconti tradotti
- The Immortals (1960) trad. it. Gli immortali Galaxy Anno V-N.10, La Tribuna, Piacenza 1962

#### Romanzi non tradotti
- The Shade of Time (1946)
- The Madrone Tree (1949)
- Another Tree in Eden (1956)
- Remember the Shadows
- The Trumpet of God
- The Bramble Bush
- The Serpent's Egg
- Yes, My Darling Daughters
- None But My Foe
- The Long Walk Home From Town
- Wives and Husbands

### Cinema

#### Soggetti
- Jivaro (id., 1954), sceneggiato da Winston Miller e diretto da Edward Ludwig
- Il mostro che sfidò il mondo (The Monster That Challenged the World, 1957), sceneggiato da Pat Fielder e diretto da Arnold Laven

#### Sceneggiature
- Sangaree (id., 1953, in collaborazione con Frank L. Moss), tratto da un romanzo di Frank Slaughter e diretto da Edward Ludwig
- The White Orchid (1954, in collaborazione con Reginald Le Borg) di Reginald Le Borg
- Lo scorpione nero (The Black Scorpion, 1957, in collaborazione con Robert Blees) di Edward Ludwig
- The Thing That Couldn't Die (1958) di Will Cowan
- Ricerche diaboliche (Monster on the Campus, 1958) di Jack Arnold
- L'uomo che visse nel futuro (The Time Machine, 1960) di George Pal
- The Leech Woman (1960) di Edward Dein
- Viaggio allucinante (Fantastic Voyage, 1966, adattamento della storia originale di Jerome Bixby e Otto Klement per la sceneggiatura di Harry Kleiner) di Richard Fleischer

### Televisione

#### Soggetti
- The F.B.I. (serie tv): episodio The Divided Man (1966), sceneggiato da Norman Jolley

#### Sceneggiature
- Radon (o Rodan, 1956), adattamento USA di Sora no daikaijû Radon (in italiano Rodan, il mostro alato) di Ishirō Honda, di cui gli sceneggiatori originali sono Takeshi Kimura e Takeo Murata, sulla base di un soggetto di Ken Kuronuma
- Men Into Space, nota anche come Space Challenge (serie tv): episodi Burnout (9-12-1959), Christmas on the Moon (23-12-1959), Earthbound (27-1-1960), Contraband (2-3-1960), Dark of the Sun (9-3-1960), Shadows on the Moon (30-3-1960), Flash in the Sky (6-4-1960), Beyond the Stars (11-5-1960) e Flare Up (17-8-1960)
- National Velvet (serie tv): episodi sconosciuti
- Daniel Boone (serie tv): episodi Pompey (1964), The Inheritance (1957) e The Flaming Rocks (1968)
- The Outer Limits (serie tv): episodio The Human Factor (1963)
- The New Adventures of Huckleberry Finn (1968) (serie tv): episodi sconosciuti
- The High Chaparral (serie tv): episodio The Lost Ones (1969)
- Second Chance, nota anche come Boys Will Be Boys (serie tv): episodio The End (1987)